# Гвердцителі Тамара Михайлівна
Тама́ра Миха́йлівна Гвердците́лі (груз. თამარ გვერდწითელი; нар. 18 січня 1962, Тбілісі, Грузинська РСР, СРСР) — радянська, грузинська і російська співачка, піаністка, актриса, композитор. Народна артистка Грузинської РСР (1989). Народна артистка Російської Федерації (2004).
Виконує пісні вісьмома мовами: рідною грузинською, а також українською, російською, французькою, італійською, іспанською, англійською та івритом.

## Життєпис
Є представницею давнього грузинського дворянського роду.
Мати Тамари — Інна Володимирівна Кофман — з України, уродженка Одеси, вчителька російських мови та літератури, рано прищепила дочці любов до музики. Тамара навчалася в музичній спецшколі при Тбіліській консерваторії. На початку 1970-х років Гвердцителі стала солісткою дитячого музичного ансамблю «Мзіурі», у складі якого об'їздила з гастролями чимало міст тодішнього Радянського Союзу.
Після закінчення школи вступила до Тбіліської консерваторії й закінчила її за класами фортепіано й композиції, а також закінчила спеціальний коледж з вокалу.
У 1971 році перемогла на міжнародному конкурсі «Червона гвоздика» (рос. «Красная гвоздика») в Сочі. У 1982 році взяла участь у конкурсі попмузики в Дрездені, а у 1988 році перемогла в Софії на конкурсі «Золотий Орфей», виступала також на музичних фестивалях у Сопоті та Санремо.
У 1989 році стала народною артисткою Грузії, а у 2004 році — народною артисткою РФ.
У 1991 році перебувала в Парижі, де тісно співпрацювала з французькою зіркою Мішелем Леграном. За контрактом співачка виступила в низці спільних концертів з Леграном, у тому числі співаючи дуетом, зокрема й у всесвітньо відомій паризькій «Олімпії».
Мешкає і в Грузії, а також у Росії, де має приватну садибу в Підмосков'ї. У Росії є популярною на різноманітних телешоу, зокрема, перемігши в парі з актором Дмитром Дюжевим у 2-му сезоні російського аналога шоу «Дві зірки», деякий час активно гастролювала з Дюжевим та іншими учасниками телепроєкту промотуром.
Є доволі популярною в Україні. Крім концертів, співачка часто бере участь у спецпроєктах українського телебачення. Неодмінно Гвердцителі виступає у заходах, пов'язаних з ім'ям українського поета-пісняра Юрія Рибчинського, який є одним з авторів пісень співачки, зокрема одного з найяскравіших її хітів «Віват, король!» на музику Геннадія Татарченка.
З Україною пов'язує й співпраця з всесвітньо відомим оперним тенором Володимиром Гришком, з яким на сцені Дніпропетровського оперного театру у 2011—2012 роках в опері Жоржа Бізе «Кармен» Тамара виконувала партію головної героїні.
У творчому доробку поета Сергія Губерначука є вірші-присвята Тамарі Гвердцителі зі словами «Чуєш? Хор у одній людині… Вона намагнічена піснею жити».

## Дискографія
- 1982 — Дебют. Тамара Гвердцители
- 1985 — Музыка: поёт Тамара Гвердцители
- 1992 — Тамара Гвердцители поёт свои песни
- 1994 — Виват, Король!
- 1996 — Спасибо, Музыка, тебе!
- 2000 — Лучшие песни разных лет
- 2001 — Посвящение Женщине
- 2002 — Виват, Любовь, Виват!
- 2002 — Мне вчера приснилось небо
- 2003 — Избранное
- 2004 — Музыка — Храм Души
- 2008 — Воздушный поцелуй

## Виноски
1. ↑  http://www.jewish.ru/style/woman/2009/06/news994274871.php
2. ↑  Указ Президента Российской Федерации от 12.07.2000 г. № 1300
3. ↑  Гвердцители Тамара Михайловна — биография певца, личная жизнь, фото, музыка
4. ↑  Про Т. Гвердцителі в газеті «Независимая Молдавия». Архів оригіналу за 3 червня 2009. Процитовано 15 червня 2009.
5. ↑  Присвята Тамріко Ґвердцителі (збірка «Перґаменти» Сергій Губерначук, 2018)